# HMS Chaplet
HMS Chaplet — эскадренный миноносец типа С Королевского военно-морского флота Великобритании, находившийся в строю с августа 1945 года и до списания в 1965 году.

## Постройка
24 июля 1942 года военно-морской флот Великобритании заказал постройку эсминца. Заложен на верфи компании John I. Thornycroft & Company, Вулстон, 29 апреля 1943 года и 24 августа 1945 года введён в строй.

## История
Chaplet вошёл в состав 1-й эскадры эсминцев, базирующейся в то время на Мальте. В 1954 году в ходе модернизации башня на позиции «X» была заменена на два противолодочных бомбомёта «Скуид» и использовалось во время Суэцкого кризиса.

## Вывод из эксплуатации
Эсминец бы списан в 1961 году и продан компании Hughes Bolckow в 1965 году.